# قطاع النباتات
قطَّاع النباتات (الاسم العلمي: Phytotoma) هو جنس من العصافير من الفصيلة القطنجية. كان ينتمي سابقًا إلى فصيلته الخاصة، قطاعات النباتات (الاسم العلمي: Phytotomidae).
تعيش هذه الطيور في الغابات، والأحراش والأراضي الزراعية في جنوب وغرب أمريكا الجنوبية. إنها تشبه الشرشوريات، وهي من بين الطيور القليلة التي تتغذى على الأعشاب بشكل أساسي، على الرغم من أنها تأكل أيضًا بعض الفواكه والتوت والزهور. يأتي الاسم الشائع للطائر من مناقيرها القصيرة والغليظة ذات المسننات الدقيقة على طول الحافة القاطعة، التي تستخدمها لقطع النباتات.